# میرزا ابوالحسن ناصر سیف
میرزا ابوالحسن ناصرسیف از سیاستمداران ایرانی بود، که در دوره پنجم بعنوان نماینده اردبیل در مجلس شورای ملی حضور داشت.